# Kedoya Selatan
Kedoya Selatan is een bestuurslaag in het regentschap Jakarta Barat van de provincie Jakarta, Indonesië. Kedoya Selatan telt 37.695 inwoners (volkstelling 2010).